# 수호이 Su-30MKA
수호이 Su-30MKA(영어: Su-30MKA)는 수호이 Su-30의 파생형으로, 러시아의 수호이가 알제리 공군을 위해 개발한 기체이다. 수호이 Su-30MKA은 수호이 Su-27의 파생형으로, 전천후 장거리 전투기이다. Su-30MKA는 인도에 판매된 수호이 Su-30MKI III과 말레이시아에 판매된 수호이 Su-30MKM을 기본으로 개발되었다.
Su-30MKA의 개발은 알제리가 2006년 러시아와 Su-30MKA 전투기 28대를 생산하는 계약을 체결한 후 시작되었다. Su-30MKA는 알제리 사양에 맞게 제작되었으며 인도 시스템과 항전기는 물론 프랑스 하위 시스템을 통합했다. 수호이 Su-37과 유사한 능력을 갖추고 있으며 많은 기능과 구성 요소를 공유하고 있다. 2007년 러시아제 Su-30MKA가 알제리 공군에 도입되었다. 알제리 공군은  2023년 12월 현재 63대의 Su-30MKA 재고를 보유하고 있다.

## 같이 보기
- 수호이 Su-30
- 수호이 Su-30MKI
- 수호이 Su-30MKK
- 수호이 Su-30MKM
- 수호이 Su-35
- 수호이 Su-37